# Kaszubski Park Etnograficzny we Wdzydzach

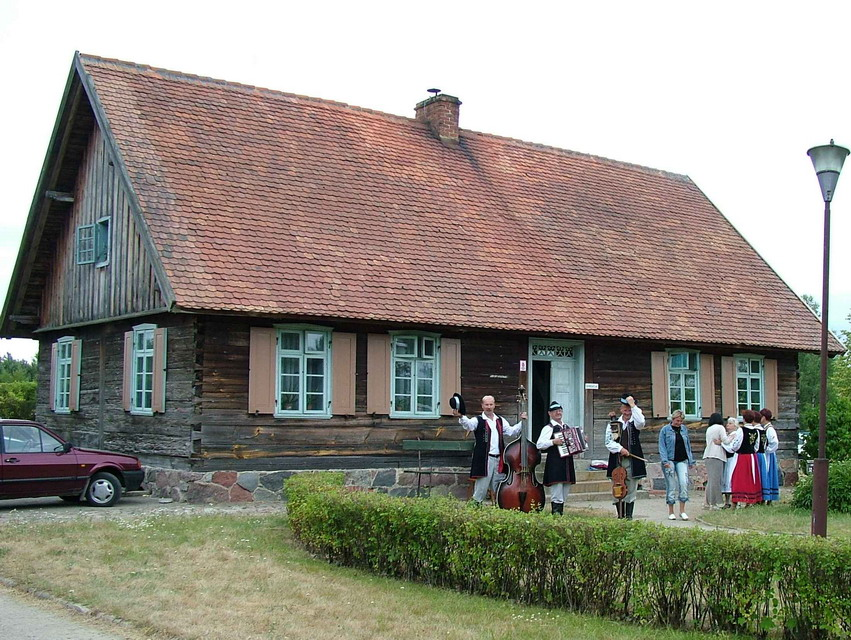
Dworek z Radunia

Muzeum – Kaszubski Park Etnograficzny im. Teodory i Izydora Gulgowskich we Wdzydzach – muzeum typu skansenowskiego, w którym zgromadzono ponad 50 obiektów architektury ludowej z obszaru całych Kaszub, Borów Tucholskich i Kociewia oprócz pasa nadmorskiego. Muzeum znajduje się w województwie pomorskim, w powiecie kościerskim w gminie Kościerzyna na obszarze Pojezierza Kaszubskiego i Wdzydzkiego Parku Krajobrazowego nad jeziorem Gołuń.

## Położenie
Muzeum we Wdzydzach Kiszewskich jest położone w południowo-zachodniej części miejscowości nad brzegiem jeziora Gołuń obok skrzyżowania dróg wylotowych na Kościerzynę i Gołuń

## Opis

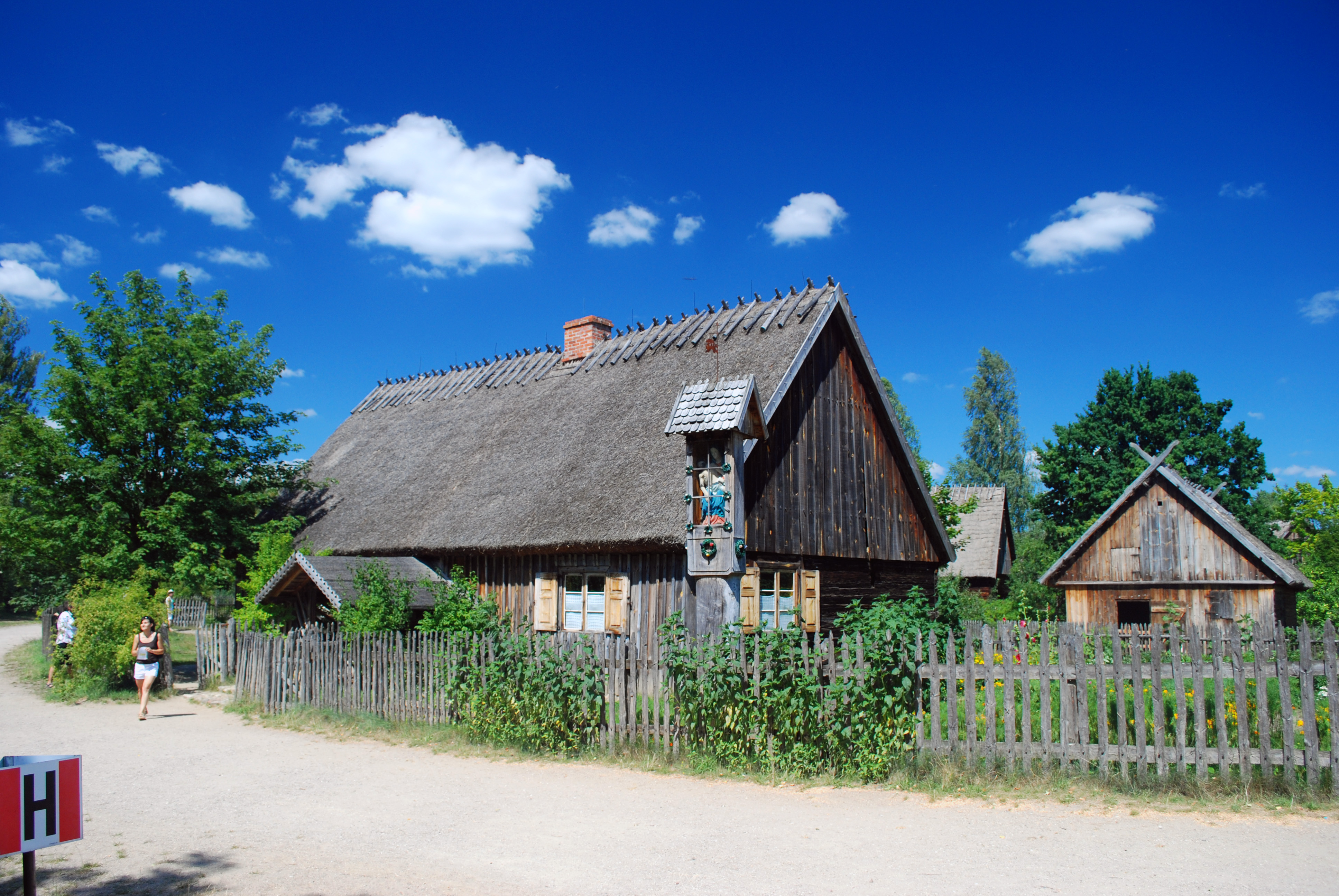
Zagroda drobnoszlachecka z Trzebunia, druga połowa XIX w.

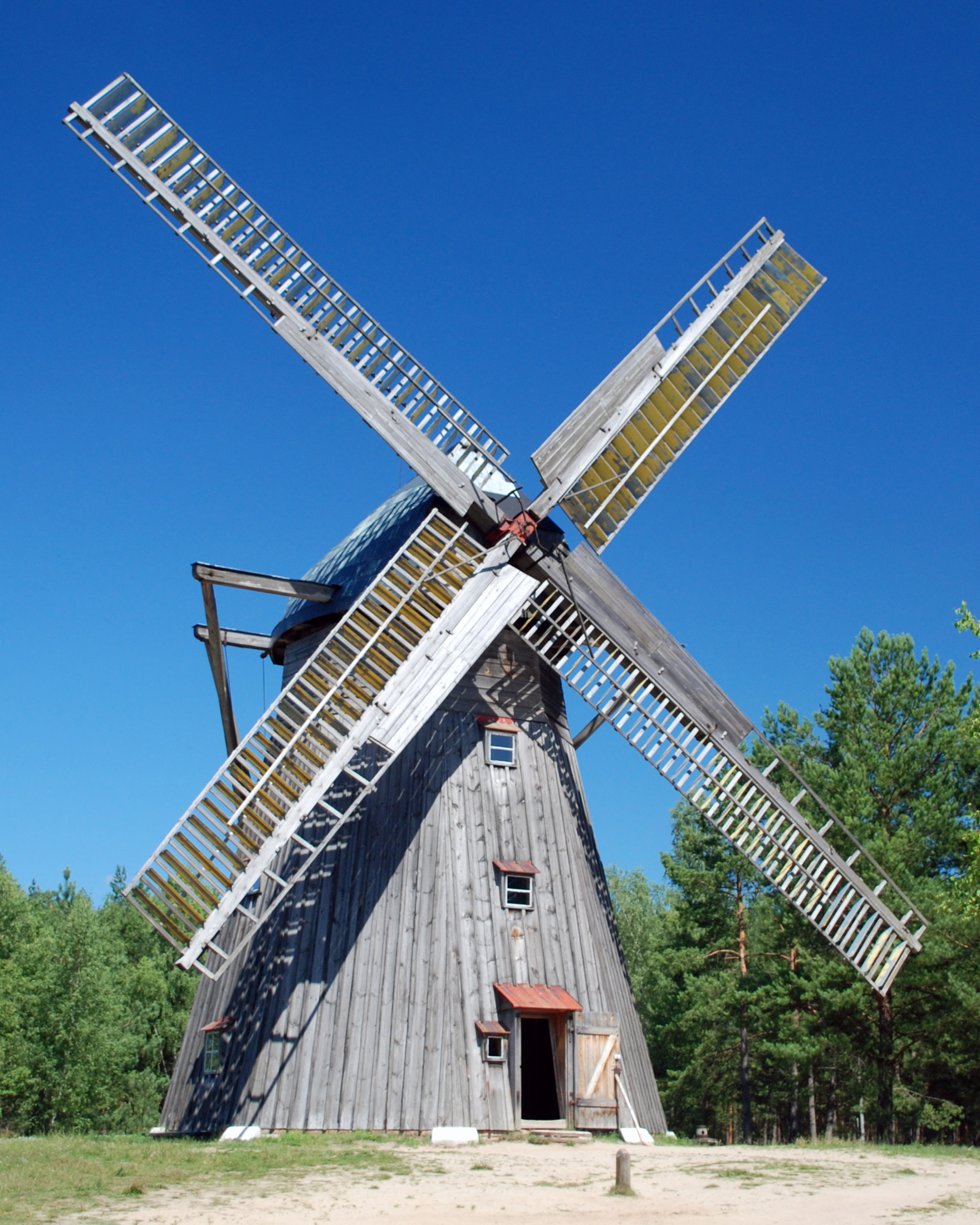
Holender z Brus (1876)

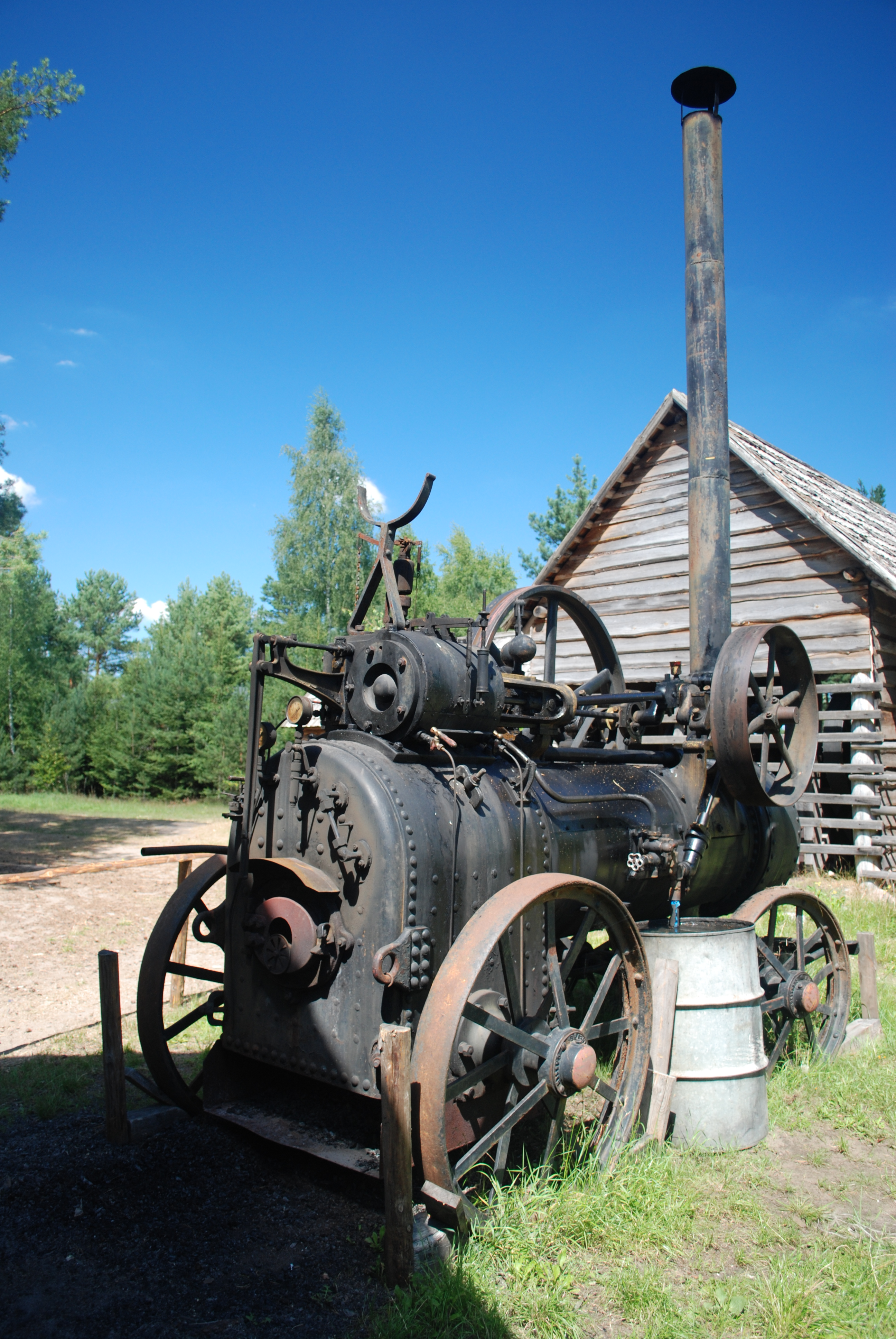
Lokomobila w tartaku

Muzeum zajmuje obszar 22 ha, który jest podzielony na 5 sektorów: sektor Kaszub południowych i zachodnich, Kaszub środkowych, Kaszub północnych, Kociewia i Borów Tucholskich. Na terenie Muzeum znajdują się domy mieszkalne, budynki gospodarcze, całe zagrody, także dwa kościoły  ze Swornegaci oraz Bożepola, szkoła ze wsi Więckowy, tartak ze Staniszewa oraz kuźnia z Lini, które są zaaranżowane w sposób sprawiający wrażenie przebywania w kompletnie wyposażonej wsi pomorskiej.
Oprócz kilkunastu kompletnych zagród chłopskich z okresu XVII-XIX w. na terenie skansenu znajduje się też kilka dworków i obejść drobnej szlachty a także domy robotników rolnych, karczma oraz dwa młyny wiatrakowe: tzw. koźlak z Jeżewnicy oraz typu holenderskiego z Brus. Większość obiektów ma także wyposażone częściowo lub całkowicie wnętrza.
Na terenie Parku odbywają się imprezy folklorystyczne: Jarmark Wdzydzki w trzecią niedzielę lipca oraz Z motyką na bulwy (w trzecią niedzielę września) a także pokazy zajęć domowych i rzemieślniczych, kiermasze, lekcje, koncerty muzyki ludowej, odpusty itp. W okresie od maja do września skansen zwiedza 80 tysięcy osób.

## Historia
Instytucja ta  wywodzi się z prywatnego muzeum, założonego w podcieniowej, XVIII-wiecznej chałupie zakupionej od wdzydzkiego gospodarza Michała Hinca w 1906 przez nauczyciela miejscowej szkoły Izydora Gulgowskiego i jego żonę, malarkę Teodorę (sztuki piękne studiowała w Berlinie). W chałupie tej Gulgowscy zgromadzili kolekcję kaszubskich czepców, malarstwa na szkle, mebli i sprzętów gospodarskich. W 1932 chałupa spłonęła w pożarze Wdzydz, lecz po dwóch latach staraniem Teodory Gulgowskiej została odbudowana i wyposażona w oryginalne sprzęty.
W 1948 Teodora Gulgowska przekazała chałupę wraz z okolicznym terenem skarbowi państwa. W latach 50. XX w. opiekę nad chałupą Gulgowskich przejęło Muzeum Pomorskie w Gdańsku. W 1954 postawiono nieopodal chałupy dom rybaka przeniesiony z Wdzydz Tucholskich. Oba obiekty nazwano Muzeum Chat Kaszubskich i oddano pod opiekę miejscowego kustosza Wiktora Grulkowskiego.
W 1969 Muzeum Chat Kaszubskich zostało przekształcone w samodzielny Kaszubski Park Etnograficzny. W latach 1969–1970 obszar parku powiększono do 12,5 ha. W 1980 obszar został ponownie zwiększony do obecnych 22 ha, zaś zgromadzone obiekty przearanżowano, tworząc sektory odpowiadające poszczególnym obszarom Kaszub. W 2000 r. zmieniono nazwę na Muzeum – Kaszubski Park Etnograficzny imienia Teodory i Izydora Gulgowskich we Wdzydzach. Istnieją jeszcze dwie dopuszczalne formy nazewnictwa muzeum.

## Obiekty
- Chałupa z Osieka
- Chałupa gburska z Chrztowa
- Chałupa gburska z Piechowic
- Chałupa gburska z Wdzydz Kiszewskich
- Chałupa rybacka z Wdzydz Tucholskich
- Dworek z Nowego Barkoczyna
- Dworek z Radunia
- Dworek z Ramlejów
- Dworek ze Skwieraw
- Karczma z Rumi
- Kościół z Bożegopola Wielkiego
- Kościół św Barbary ze Swornegaci
- Tartak ze Staniszczewa
- Warsztat kołodziejski z Mirachowa
- Wiatrak holender z Brus
- Wiatrak „Koźlak” z Jeżewicy
- Zagroda chałupnika z Zazdrości
- Zagroda drobnoszlachecka z Trzebunia
- Zagroda gburska z Nakli
- Zagroda gburska z Pogódek
- Zagroda półgburska ze Skorzewa
- Zagroda szlachecka z Luzina
- Zagroda szkolna z Więcków
- Zagroda zagrodnika z Borska
- Zagroda zagrodnika ze Skorzewa

Zagrody rolników (gburów) na Kaszubach składały się zwykle z domu, stajni, stodoły, zewnętrznej piwnicy, pieca do chleba, kurnika, drewutni, pasieki, ogrodu i studni z żurawiem. Domy budowane były na trzy sposoby: jako zrębowe (ze ścianami z belek); szkieletowo-szachulcowe (bielone ściany z gliny osadzone w ciemnych ramach konstrukcji z belek) bądź szkieletowe, tzw. pruski mur (konstrukcja z belek wypełniona cegłą). Dachy kryto słomą, trzciną lub gontem. Przed progiem układano duży, płaski kamień. Wewnątrz chaty znajdowały się sień, izba, alkierz, zapiecek, kuchnia.

## Galeria

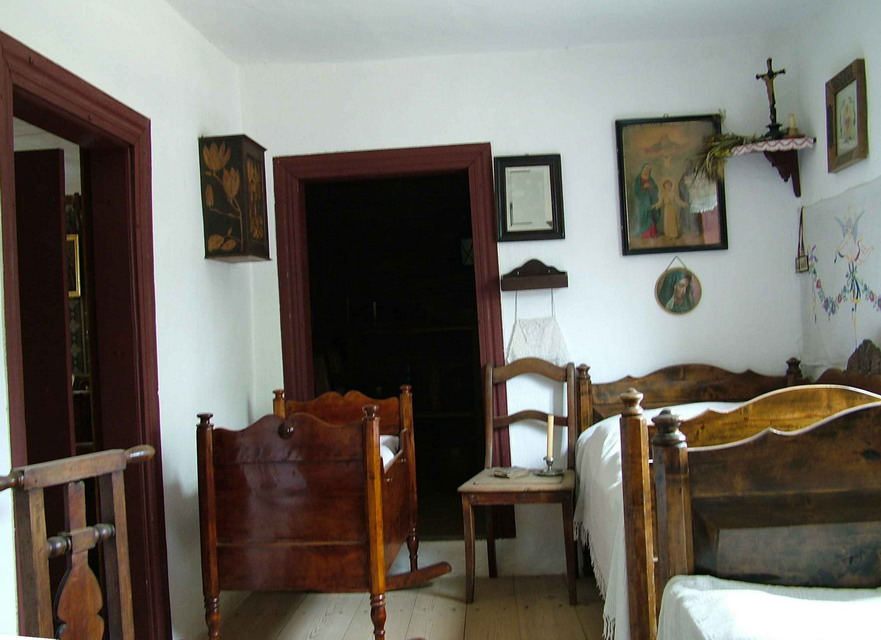
Wnętrze jednej z chałup chłopskich
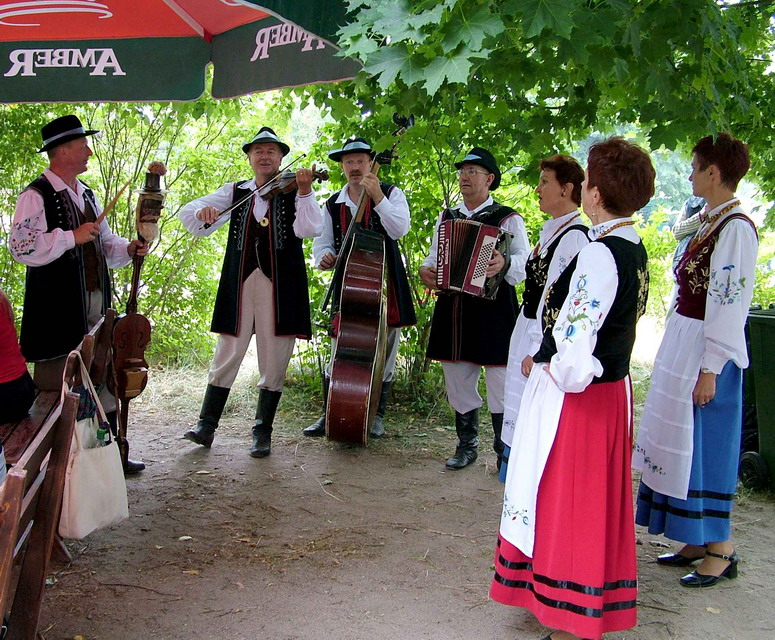
Koncert ludowej muzyki kaszubskiej
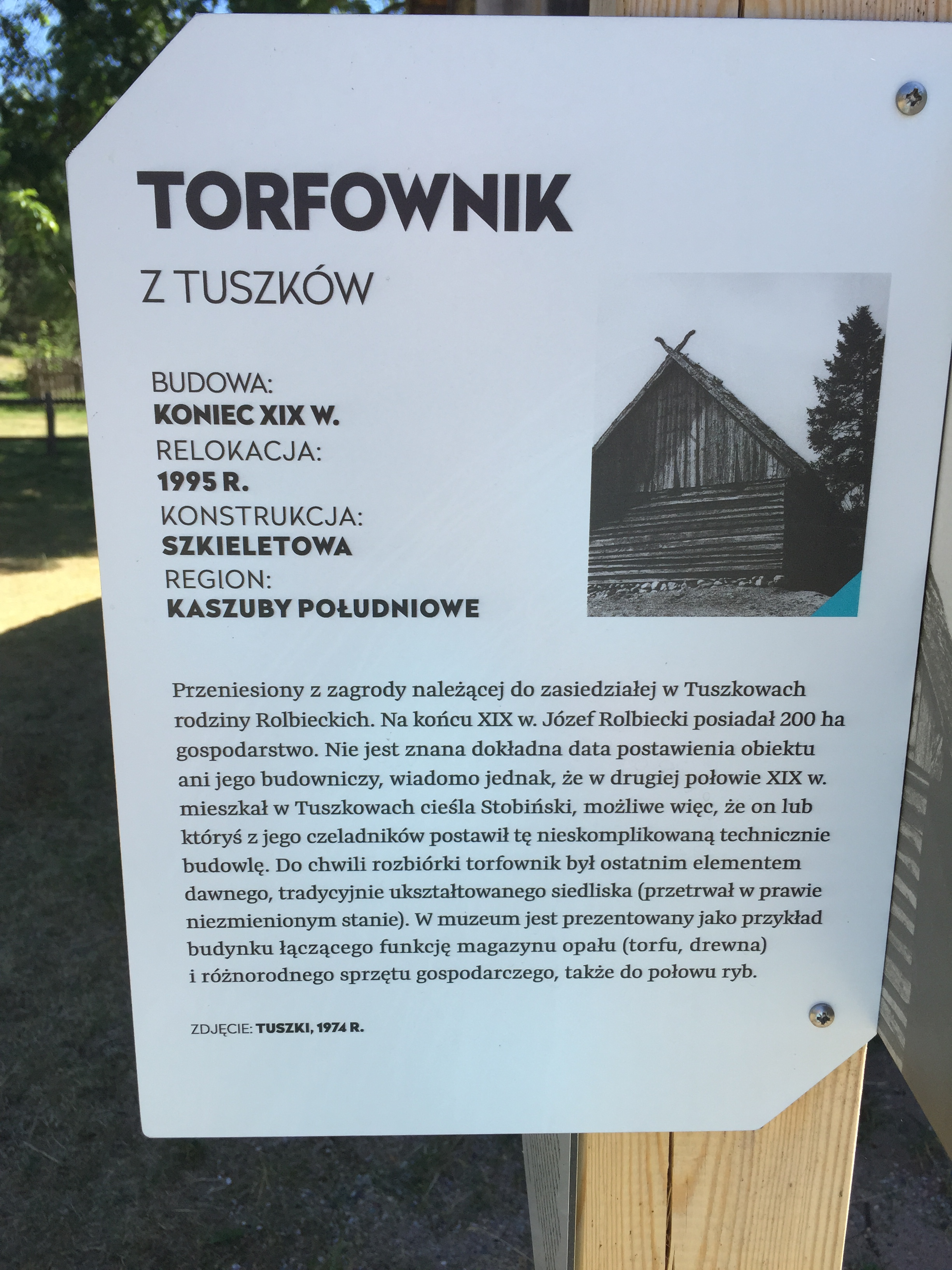
Jedna z tablic informacyjnych
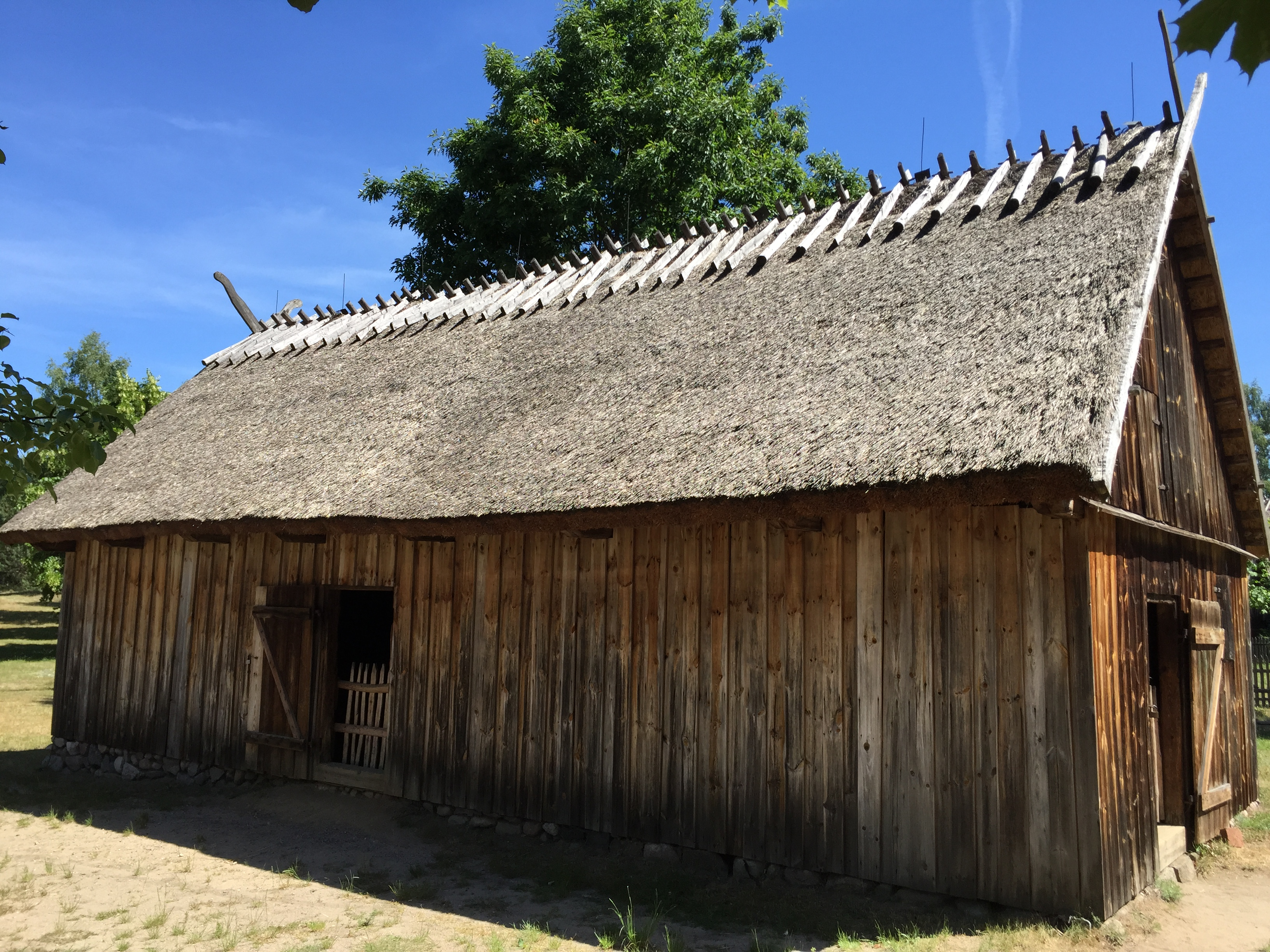
Jeden z budynków – torfownik